# Physocyclus guanacaste
Physocyclus guanacaste là một loài nhện trong họ Pholcidae. Loài này được phát hiện ở Costa Rica.